# ریخته گری لعابی
ریخته گری لعابی یکی از روشهاس سرامیک سازی است که برای تولید هندسه های پیچیده که به آسانی با روشهای دیگر قابل تولید نیستند، استفاده می شود. این روش شامل آماده سازی یک لعاب خاکی درون یک مخلوط کن بلانجر و ریختن آن درون یک قالب گچی است. سپس این اجازه به لعاب داده میشود تا لایه ای برروی سطح داخلی قالب تشکیل دهد. 
این روش مناسب برای شکل‌دهی دقیق اشکال پیچیده با کیفیت سطحی بالا است. این تکنیک استاندارد برای شکل دهی به لوازم بهداشتی مانند توالت و سینی های بهداشتی است و همچنین برای قطعات کوچکتری مانند مجسمه های کوچک و قوری‌ها استفاده می شود.

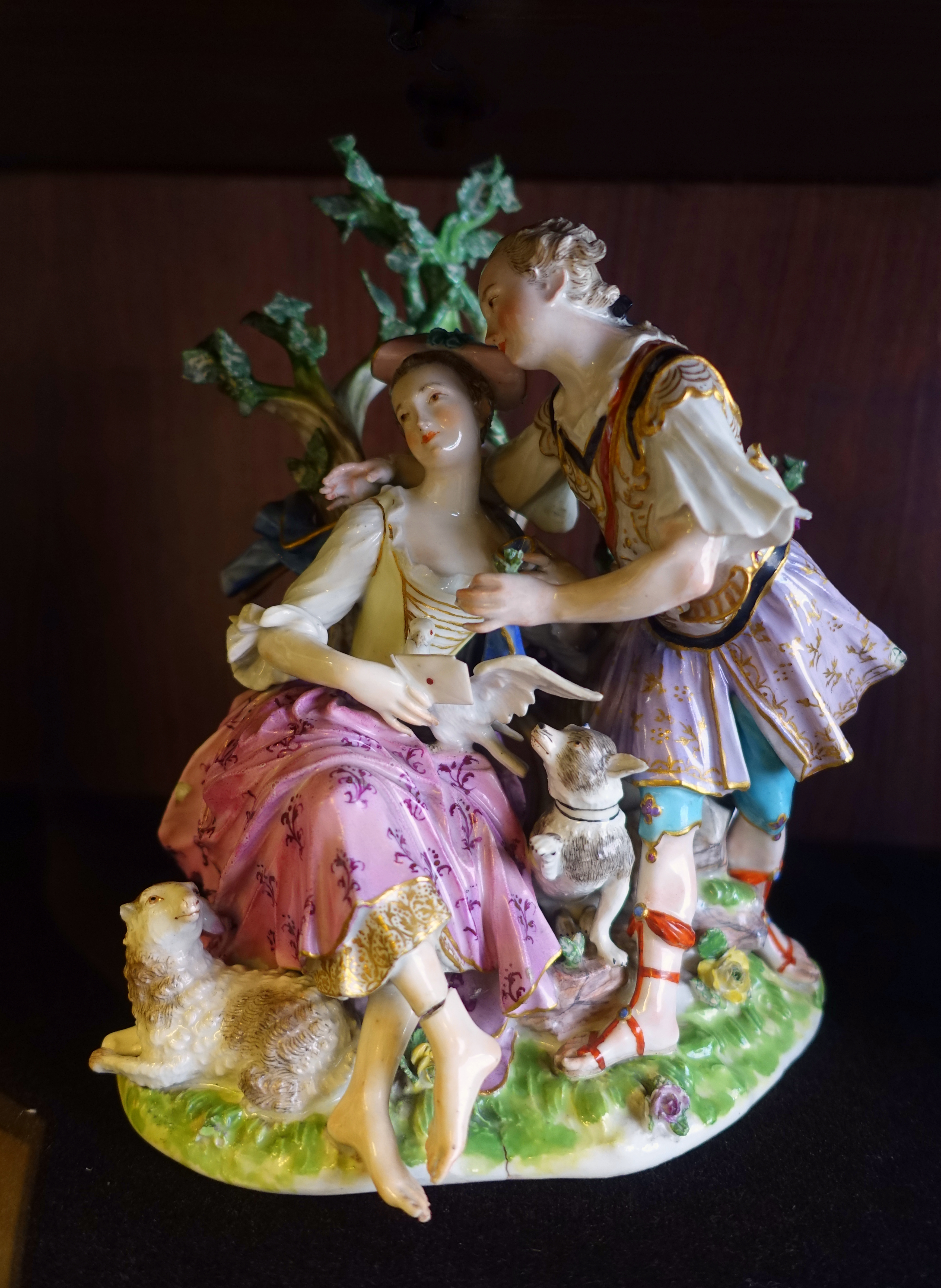
مجسمه چینی که با استفاده از روش ریخته گری لعابی تولید می شوند

## تاریخچه
این تکنیک در ابتدا در چین در دوران دودمان تانگ (618-917) توسعه یافت، اما تا دهه های اخیر به طور نسبتاً کم در چین استفاده می‌شد. به نظر می‌رسد که این تکنیک در انگلستان در حدود سال 1745 "با نام رالف دانیلز از کوربریج" مجدداً اختراع شد، و به محض آن به طور گسترده توسط تولیدکنندگان سفال اروپایی استفاده می‌شد، و در انتهای قرن به عنوان روش اصلی شکل دهی به لوازم بهداشتی به کار گرفته شد.

## ملاحظات فنی
ریختهگری جامد به منظور تولید قطعات جامد همانند دستگیره فنجان استفاده میشود. قالب این قطعه مکررا در معرض یک مخزن لعاب اضافی است. همچنین ریخته گری توخالی برای تولید قطعاتی همانند قوری استفاده میشود. 
خواص یک لعاب ریخته گری به عوامل زیر بستگی دارد:
- خواص مواد خام در لعاب
- محتوای جامد لعاب
- نسبت خاک به مواد غیر پلاستیک در لعاب
- مواد شیمیایی درون لعاب (این مواد ممکن است جداگانه اضافه شده باشند یا از واکنش شیمیایی مواد خام درون لعاب تولید شوند)
- نوع و مقدار ماده لخته ساز
- شرایط محیطی، خصوصا دما و رطوبت
- انرژی مورد نیاز برای مخلوط کردن مواد خام و تشکیل لعاب

علاوه بر این، مواردی که بر سرعت شکل گیری قطعه تاثیر میگذارند عبارتند از:
- لزجت و روان وردی لعاب، که پیش از ریخته گری تغییر می کند
- ویژگی های قالب همانند نفوذپذیری
- محتوای مرطوب قالب

لعاب ریخته گری درون یک قالب متخلخل ریخته میشود. در اثر فشار مویین از طرف قالب، یک لایه نیمه جامد از طریق رسوب ذرات جامد درون لعاب برروی قالب تشکیل می شود. پس ار مدت مشخصی، که از طریق آزمایش مشخص می شود، قطعه ریخته گری از قالب خارج میشود. قطعه باید به قدری محکم باشد که در طول این فرایند دچار آسیب نشود. پیش از خشک شدن آب درون قطعه، ممکن است قطعه درون قالب چفت شود. این قضیه باعث تشکیل قطعهای سبز رنگ که آماده تزئین، لعاب و پختن در کوره آجرپزی سنتی است می شود. 

### مدت ریخته گری
ریخته گری یک کاسه توالت با روشهای مرسوم معمولا در مدت 40 تا 60 دقیقه صورت میگیرد. یک تولیدکننده سوئیسی اظهار میکند که آماده سازی و ریخته گری یک قطعه می تواند تا 40 دقیقه زمان ببرد. قطعات نازکتر، سریعتر تولید میشوند. یک منبع موثق اشاره دارد که قطعه با ضخامت 10 میلیمتر می تواند در مدت 10 الی 15 دقیقه تولید شود. 
مدت ریخته گری ظروف غذاخوری سرامیکی از 35 تا 60 دقیقه برای سفال و برای چینی استخوانی از 8 تا 20 دقیقه گزارش شده است. گزارش های دیگر ذکر می کنند که این زمانها در یک استودیو سفالگری در ایالات متحده 30 تا 50 دقیقه، در یک تولیدی لوازم تزئینی در پرتغال 60 دقیقه میباشند. 
ریختهگری این قطعات تحت فشار مدت زمان کوتاهتری طول خواهد کشید. برای مثال تولید ظروف غذاخوری به 2 دقیقه و برای ظروف بهداشتی به 6 الی 8 دقیقه کاهش می یابد. در کارخانه تولیدی Duravit زمان هر سیکل تولید ظروف بهداشتی 20 دقیقه گزارش شده است. 

### محتوای جامد لعاب
برای دستیابی به سرعت بالای شکل گیری و به حداقل رساندن انقباض خشک در قطعه، می بایست از لعاب با محتوای جامد بالا و کافی استفاده شود. محتوای جامد پذیرفته شده در یک تولیدی در چین برابر 72 تا 75 درصد جرمی لعاب است که آن را به چگالی 1.8 تا 1.85 گرم بر سانتی متر میرساند.
مواد شیمیایی خاصی که به عنوان لخته ساز شناخته می شوند، برای پراکنده کردن آگلومراها در لعاب استفاده می شوند و بنابراین ویسکوزیته را کاهش می دهند و همچنین اجازه می دهند لعاب محتوای جامد بالاتری داشته باشند. محتوای جامد بالاتر برای به حداقل رساندن انقباض خشک شدن مهم است. نمونه‌هایی از لخته سازها عبارتند از کربنات سدیم و سیلیکات سدیم. اضافات لخته ساز معمولی مورد استفاده برای لعاب ریخته گری 0.1 الی 0.065 درصد است. 
یک فرمول ریاضی که توسط Alexandre Brongniart از سازمان Sèvres Porcelain ایجاد شده است برای تعیین محتوای مواد خشک لعاب استفاده می شود. این به عنوان فرمول برونگنیارت شناخته شده است.

## ریخته گری تحت فشار
روش توسعه یافته ای از ریخته گری لعاب سنتی است که در دهه 1970 برای تولید ظروف بهداشتی توسعه یافت، اگرچه اخیراً در ظروف غذاخوری استفاده شده است.
پلیمرهای توسعه یافته این اجازه را به قالب میدهند که تحت فشارهای خارجی تا 4 مگاپاسکال قرار گیرند. این مقدار فشار بسیار بیشتر از فشار مجاز قالب های گچی است که در آنها نیروهای مویین فشارهای اطراف 0.1 تا 0.2 مگاپاسکال ایجاد میکنند، است. فشار بیشتر به سرعت شکل گیری قطعه و خشک شدن آن کمک میکند و در نتیجه، چرخه تولید سریع تر خواهد شد. یک مطالعه نشان میدهد افزایش فشار در تولید یک قطعه بدنه چینی با ضخامت 6 میلیمتر در حد 0.25 تا 4 فشار اتمسفر، مدت زمان تولید را از 15 تا 45 دقیقه کاهش می دهد. کارخانه گبریت در فنلاند با استفاده از این روش کمدهای توالت را در 20 دقیقه تولید می کند.
علاوه بر این، اعمال هوای پرفشار از طریق قالب‌های پلیمری پس از قالب‌گیری به این معنی است که چرخه ریخته‌گری جدید می‌تواند بلافاصله در همان قالب آغاز شود، برخلاف قالب‌های گچی که به زمان‌های خشک شدن طولانی نیاز دارند. مواد پلیمری دوام بسیار بیشتری نسبت به گچ دارند و بنابراین می توان به محصولاتی با دقت ابعادی بهتر و عمر قالب بسیار طولانی تر دست یافت.
مزایای ریختهگری لعابی تحت فشار به شرح زیر است:

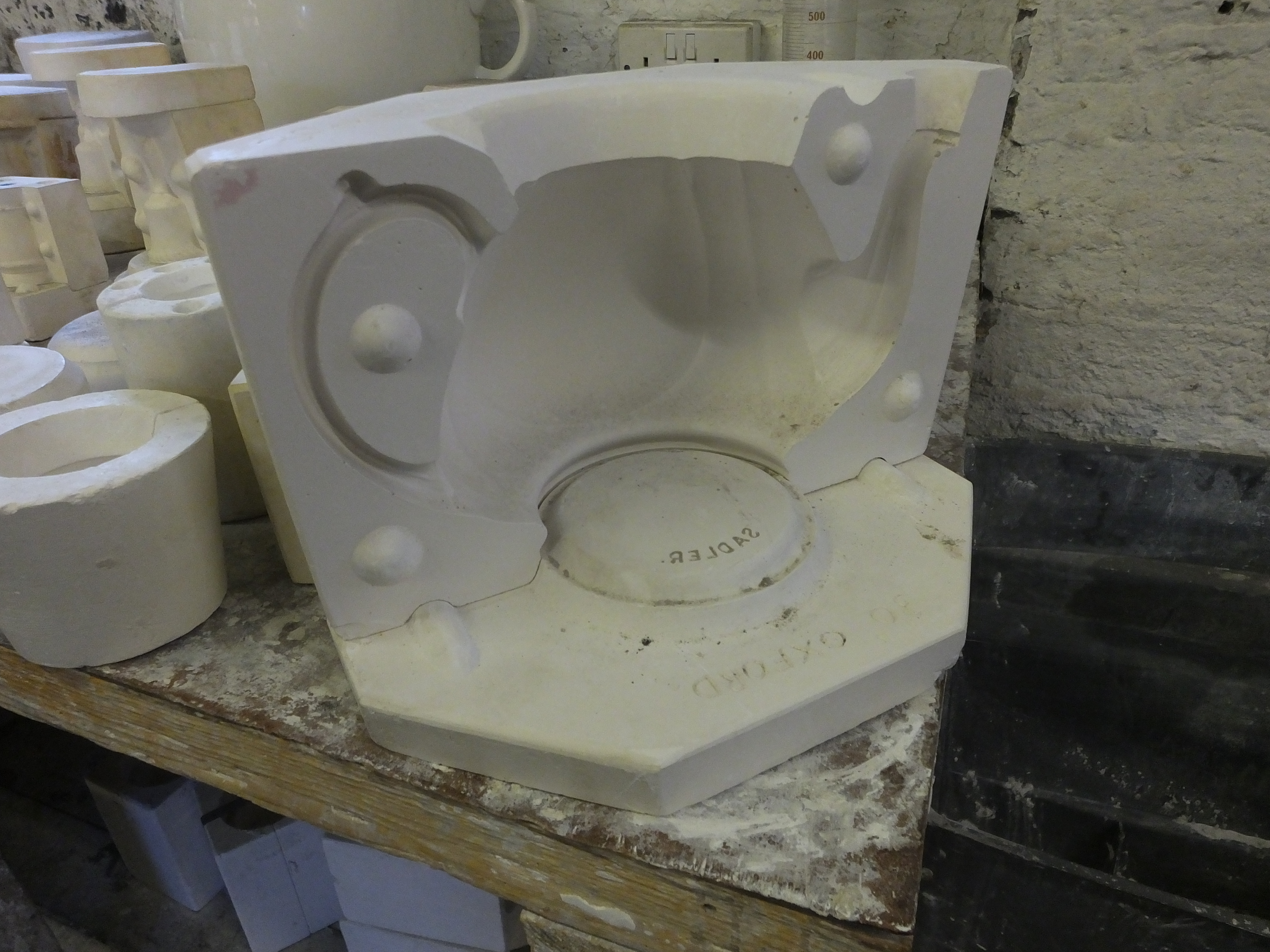
بخشی از قالب ریخته گری یک قوری

- بهره وری بالاتر
- بازدهی بالاتر
- کیفیت بالاتر محصول
- کیفیت سطحی بالاتر
- تولید در فضای کمتر
- کاهش تقاضا برای قالب
- کاهش هزینه انرژی
- سازگاری با اتوماسیون

## انگوب (زیرلعاب)
ظروف ریخته گری لعابی نباید با ظروفی که به کمک زیرلعاب تزئین می شوند اشتباه گرفته شوند. این ظروف با روش دلخواهی تولید شده و به کمک زیرلعاب ها تزئین می شوند. در امپراطوری روم، سفالگرها از این روش برای تزئین قطعات سفالی استفاده می کردند.